# 베이헤로보군

포모제주 지도에 표시된 베이헤로보군의 위치

베이헤로보군(폴란드어: powiat wejherowski)은 폴란드 포모제주에 위치한 군으로 군청 소재지는 베이헤로보이며 면적은 1,279.84km2, 인구는 216,764명(2019년 기준), 인구 밀도는 170명/km2이다.
북동쪽으로는 푸츠크군, 동쪽으로는 그디니아시, 남쪽으로는 카르투지군, 서쪽으로는 렝보르크군, 북쪽으로는 발트해와 접한다. 10개 지방 자치체(3개 도시, 7개 농촌)를 관할한다.

군기
군 문장